# Tej- és zsírsavak glicerin és propilén-glikol-észterei
A tej- és zsírsavak glicerin és propilén-glikol-észterei alatt általában növényi eredetű zsírsavak és tejsav, glicerinnel, valamint propilénnel alkotott észtereit értjük. A zsírokban található glicerin egy részét propilénel helyettesítik.  A zsírsavak általában növényi eredetűek, de az állati eredet sem zárható ki. Az állati eredetről kizárólag a gyártó adhat felvilágosítást, ugyanis ezek a növényi és állati eredetű zsírsavak kémiailag tökéletesen megegyeznek. 

## Élelmiszeripari felhasználásuk
Emulgeálószerként, stabilizálószerként E478 néven alkalmazzák. Főként pékárukban fordul elő.

## Egészségügyi hatások
Napi maximum beviteli mennyisége 25 mg/testsúlykg, mely a propilén-glikolra vonatkozik. Magas koncentrációban az erre érzékeny egyéneknél ekcémát okozhat, de élelmiszerek esetén ez a mellékhatás nem szokott előfordulni.